# Тараво
Тараво (фр. Taravo) је река на острву Корзика у Француској. Дуга је 66 km. Површина слива јој је 482 km², а средњи проток 7,26 m³/s. Река Тараво извире на готово 1,580 метара надморске висине, па се након 66 километара тока улива у Средоземно море. 